# Irén román hercegnő
Irén román hercegnő (románul: Principesa Irina a României), korábban németül: Irina von Hohenzollern-Sigmaringen, polgári nevén: Irina Walker, (Lausanne, 1953. február 28. –) a román királyi család tagja.

## Élete

A román királyi címer

Irén román hercegnő 1953-ban született Svájcban, Lausanne városában. Szülei: I. Mihály román király és Anna Bourbon–parmai hercegnő, Románia címzetes királynéja. Négy leánytestvére van:
- Margit trónörökös hercegnő (1949)
- Ilona hercegnő (1950)
- Zsófia hercegnő (1957)
- Mária hercegnő (1964)

Előbb az egyesült államokbeli Texasban telepedett le, majd 1983-ban Oregon államba költözött. 2007-ben ment feleségül John Wesley Walkerhöz. Két gyermek édesanyja: Mihály (1985) és Angelica (1987).
2011-ben a román királyi család I. Mihály korábbi román király döntése értelmében lemondott a Hohenzollern-házhoz fűződő minden történelmi és dinasztikus kapcsolatáról, ezzel egyidejűleg a Hohenzollern–Sigmaringen-ház román ágának neve Romániai-házra változott. Ezzel Mihály a nagyapja, I. Ferdinánd román király 1921-es döntését erősítette meg, amellyel a román királyi család nemzeti jellegét és függetlenségét kívánta hangsúlyozni.
2013 augusztusában a hatóságok őrizetbe vették férjével együtt – aki egyébként korábban helyettes seriffként dolgozott Oregonban – mivel illegális kakasviadalokat szerveztek a Portland melletti Irrigonon birtokolt farmjukon. A házaspár bűnösnek vallotta magát és vállalta a birtok eladását, valamint 200 ezer dollár büntetés befizetését, amivel három év próbára bocsátással megúszták az ügyet. Ennek ellenére apja, I. Mihály volt román király 2014-ben visszavonta hercegnői titulusát.